# سیارک ۲۳۶۴۴
سیارک ۲۳۶۴۴ (به انگلیسی: 23644 Yamaneko، نامگذاری:1997AW17) بیست و سه هزار و ششصد و چهل و چهارمین سیارک کشف شده‌است که در ۱۳ ژانویه ۱۹۹۷ کشف شد.
قدر مطلق سیارک برابر ۱۰.۷ است.